# Castello di Vicarello
Il castello di Vicarello è situato nel comune di Cinigiano (GR). La sua ubicazione, non lontano dal Castello di Colle Massari, è all'estremità occidentale del territorio comunale, nei pressi di un caratteristico bosco, denominato foresta di San Martino.

## Storia
Il complesso venne edificato nel Duecento dai Senesi, divenendo un'importante struttura difensiva e di avvistamento.
Entrato a far parte della Repubblica di Siena fin dalle origini, attorno alla metà del Quattrocento fu messo in vendita e ceduto ai signori di Cotone che, oltre al complesso fortificato della loro località di origine, possedevano anche una parte del non lontano castello della Sabatina. In epoca rinascimentale, furono effettuati lavori di riqualificazione che hanno determinato la sovrapposizione di elementi stilistici dell'epoca con quelli preesistenti risalenti al periodo medievale.
Entrato a far parte del territorio amministrato dal Granducato di Toscana a metà Cinquecento, il complesso è rimasto di proprietà privata anche nelle epoche successive, conoscendo soltanto temporanei periodi di degrado. Una serie di recenti restauri guidati dall'architetto Edoardo Milesi e ultimati sul finire del XX secolo, hanno riportato il castello al suo antico splendore trasformandolo in una residenza agrituristica.

## Descrizione
Il castello di Vicarello è preceduto dai resti di due torri a sezione quadrangolare, di cui una meglio conservata, e a tratti delimitato da cortine murarie in blocchi di pietra.
I fabbricati che costituiscono il complesso si articolano attorno ad un cortile interno a cui si accede attraverso una caratteristica porta ad arco; le pareti sono interamente rivestite in pietra.
Non lontano dal castello si trovava un'antica pieve, ormai sconsacrata e adibita ad abitazione privata, della quale è riconoscibile soltanto l'architettura con campanile a vela.